# Dirk Hillbrecht
Dirk Hillbrecht (n. 10 iunie 1972, Hannover, RFG) este un dezvoltator de software și fost lider al partidului PIRATEN.
Este unul din avocații contra patentării programelor de computere și unul din cei ce poate fi contactat local în landul Niedersachsen pentru organizația „PatentFrei DE”. 